# Бехтеевы
Бехтеевы — русский дворянский род.
Предок их, Фёдор Никитич Бехтеев, в 1571 году участвовал в залоговом поручительстве за князя Ивана Фёдоровича Мстиславского, обвинённого в измене, подписав обязательство на сумму 70 рублей. В XVII веке Бехтеевы служили в стольниках, дворянах московских и стряпчих.
При подаче документов в 1686 году для внесения рода в Бархатную книгу была предоставлена родословная роспись Бехтеевых.
Шесть Бехтеевых в 1699 году владели населёнными имениями.

## Описание герба
Щит разделён диагонально с правого верхнего угла на две части, из коих в левой в голубом поле изображена княжеская шапка и подле неё крестообразно положены две серебряных сабли, остриями обращённые вверх. В правой части в серебряном поле на земле у подошвы щита видна стоящая птица.
Щит увенчан дворянскими шлемом и короной. Нашлемник: два орлиных крыла и между них три страусовых пера. Намёт на щите голубой, подложенный серебром. Щитодержатели: два воина в латах, имеющие в руках копья.

## Известные представители
- Бехтеевы: Епифан и Евсей Ивановичи — московские дворяне в 1682-1692 г.
- Бехтеевы: Никита Епифанович и Иван Евсеевич — стряпчие в 1682 г., стольники в 1692 г[3].